# Tuổi nổi loạn

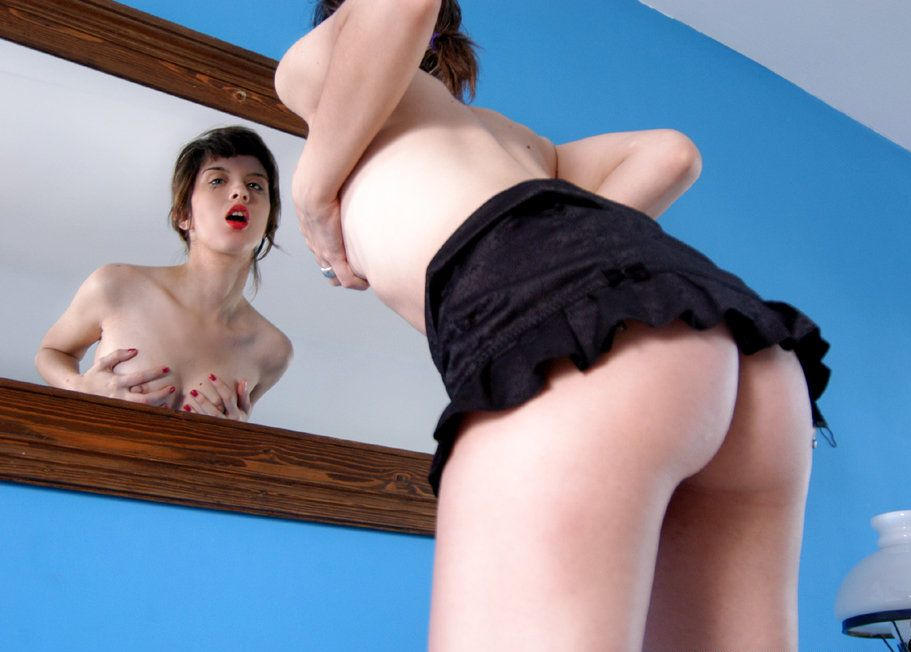
Diễn cảnh một nữ sinh cá tính bướng bỉnh

Tuổi nổi loạn là một khái niệm về tâm lý học chỉ về một giai đoạn nhất định trong độ tuổi con người, khi đang phát triển để trưởng thành, mà thường hay bộc lộ cái tôi ương ngạnh, ngang bướng của mình một cách mạnh mẽ đầy cá tính và có xu hướng tìm cách vượt qua những quy tắc, thoát khỏi sự ràng buộc các khuôn phép, chuẩn mực của gia đình và xã hội. Hiện tượng này đã được phân loại theo phương tiện truyền thông và văn hóa. Nhà tâm lý học Laurence Steinberg cho rằng chính hệ thống đầu não làm cho thanh thiếu niên dễ tham gia vào hành vi nguy hiểm, điều mà nhiều người bỏ qua về mối nguy hại này.

## Tổng quan
Tuổi nổi loạn là một phần của sự phát triển của con người để tiến tới giai đoạn thanh niên hay còn gọi là giai đoạn trưởng thành, bắt đầu có sự thuần thục về mặt tình dục, con người phát triển một bản sắc độc lập từ cha mẹ hoặc gia đình và xuất hiện một năng lực độc lập đưa ra quyết định của họ (thích gì làm nấy, không ai cản được) và có nhiều khả năng để xem xét nguy cơ. Mỗi con người sinh ra và trưởng thành trong một hoàn cảnh, môi trường khác nhau thì sẽ có những diễn biến tâm lý không giống nhau. Có ý kiến cho rằng đàn ông bị hấp dẫn bởi những người phụ nữ nổi loạn nhưng họ lại hay chọn yêu những cô gái an toàn.
Vẫn còn một số tranh luận về việc những nguyên nhân của cuộc nổi loạn vị thành niên là hoàn toàn tự nhiên hoặc cần thiết. Nhiều ý kiến cho rằng độ tuổi này làm cho thanh thiếu niên dễ bị tham gia vào hành vi nguy cơ, hoặc những tình huống nguy hiểm như quan hệ tình dục sớm, bừa bãi và không an toàn, lạm dụng ma túy, bạo lực, các trò chơi không lành mạnh khác như đua xe, sử dụng rượu... Mặc dù vậy không phải tất cả thanh thiếu niên nổi loạn có dạng vi vi phạm các quy tắc (tức là hoạt động bất hợp pháp như lạm dụng ma túy và rượu, phá hoại, trộm cắp và phạm pháp khác).

## Một số biểu hiện
Ở độ tuổi này, những thanh thiếu niên bắt đầu có những biểu hiện khác như thay đổi tâm tính, trở chứng, thích làm ngược lại với những điều cha mẹ dạy bảo, xao nhãng việc học hành, ham chơi, thưởng tụ tập bạn đi xem hát hay chơi game... con gái thì đột nhiên thay đổi tính cách, dễ tức giận, hờn dỗi... Con trai bất ngờ thay đổi kiểu tóc, ăn mặc nổi loạn. Một số nam nữ thì sa vào chuyện yêu đương sớm, một số bạn nữ tỏ ra thích chưng diện, luôn xin tiền bố mẹ để mua sắm áo quần, phấn son. Một số bạn nữ thì thay đổi kiểu tóc, cắt tóc kiểu tomboy... Nhiều bạn trẻ thường có thay đổi về nhận thức tình dục (chuyển biến từ gái ngoan thành gái hư), thích khám phá, vượt rào, nếm trái cấm, tham gia quan hệ tình dục sớm, nhìn chung là hành vi vượt ra khỏi khuôn phép.
Cuộc nổi loạn có thêm một số mức độ khác ở thanh thiếu niên có hình thức trong các hành vi vi phạm các chuẩn mực xã hội, thực hiện những hành vi trái với chuẩn mực xã hội điều này có thể dẫn đến các hành động, lối sống, sở thích, thói quen mang tính lập dị, thẩm chí là biến thái, bệnh hoạn. Một số biểu hiện mạnh khác như thích tụ tập, đi quán bar, vũ trường, hộp đêm, đua xe, sử dụng chất kích thích như rượu, bia, thuốc lá và ma túy, hoặc tham gia và các trò chơi bạo lực, đánh lộn do bị kích động. Nhiều đối tượng có biểu hiện rối nhiễu, khủng hoảng, stress... dẫn đến bộc phát những hành động liều lĩnh, thậm chí có trường hợp muốn tự tử để thoát khỏi bế tắc.
Những nguyên nhân thường thấy là do sự hiếu thắng của tuổi trẻ trong khi còn non nớt trong trải nghiệm cuộc sống, thích gây sốc, thích khẳng định, chứng tỏ mình mạnh mẽ, cá tính, tất cả có thể tạo ra nhiều rắc rối, khó xử ở mức độ nhẹ và nặng hơn là những hậu quả. Mặt khác, cuộc sống hiện đại cho phép người trẻ tiếp cận nhiều hơn với các dòng văn hóa, các phong cách sống. Cũng qua đó, nhu cầu thể hiện bản thân rõ ràng hơn, thậm chí là quyết liệt hơn. Một nguyên nhân từ chính việc cha mẹ thường xuyên giáo dục bằng những bài học đạo đức khô khan và giáo điều.

## Những khuyến cáo
Nhiều khuyến cáo gửi đến các cha mẹ, các bậc phụ huynh những giải pháp khắc phục những hậu quả tiêu cực do độ tuổi này đem lại, góp phần giáo dục và định hướng nhân cách, lối sống, thái độ sống cho trẻ trong tuổi nổi loạn như:
Cần từ bỏ kiểu giáo dục mang nặng lý thuyết, giáo điều, áp đặt chuẩn, phải tìm cách tiếp cận con cái một cách tế nhị và phù hợp với hơi thở cuộc sống. Tìm hiểu kỹ về những đặc tính của tuổi trẻ hiện nay, nhất là các sở thích, thói quen, để trở thành người bạn thực thụ và bình đẳng đối với con mình. Không nên là bề trên để răn dạy, vì cách đó sẽ không được trẻ tiếp nhận với thái độ tích cực, nhiều khi còn phản tác dụng. Khi đã trở thành bạn, được con tin cậy, thì sẽ tìm ra cách để định hướng cho con đi đúng với những chuẩn mực đạo lý, gia phong. Sự nổi loạn sẽ dần dịu xuống, mọi chuyện sẽ trở nên dễ xử lý hơn.
Đối với con gái thì hãy từ từ gò con vào công việc với mẹ trong nhà trong bếp. Kiểm soát tốt những mối bạn bè, cần tránh cho giao du với những bạn lười học, ham chơi, nói dối và rồi sẽ cặp bồ sớm, nhảy nhót, đua xe và cuối cùng, nhậu nhẹt hút hít. Con gái thời nay hư hốt chơi bời, hỗn ẩu không thua gì con trai, lại có nguy cơ mang thai mà bố mẹ phát hiện muộn. Thực hiện việc đối thoại, dịu dàng mà nghiêm khắc dùng tình thương để cảm nhận.
Cha mẹ cần tìm hiểu những biến đổi trong suy nghĩ, hành động của con để có chấn chỉnh hợp lý. Trong đó cần lưu ý không kìm cặp quá mức, vì chính việc bị quản lý thúc ép quá chặt có thể khiến trẻ thêm bức bối và sẵn sàng vượt rào. Giới trẻ trong giai đoạn này dễ bị kích thích bởi những trò vui mới lạ, những mối quan hệ mới. Cha mẹ chỉ nên theo sát, để ý, định hướng chứ không cấm đoán một cách tuyệt đối những gì con cái làm.
Cần thiết lập giới hạn rõ ràng và kiên quyết không thỏa hiệp khi chúng vượt qua lằn ranh đỏ. Không kìm hãm những thay đổi của chúng, không can thiệp một cách quá mạnh mẽ nhưng cha mẹ cần đặt ra những giới hạn, quy định rõ ràng. Nếu không quan tâm, để ý đến con cái, chúng có thể sẽ trượt dài trong nhân cách. Bên cạnh đó cần tôn trọng sự riêng tư, trẻ em có quyền có những bí mật riêng. Đừng tự động đẩy cửa vào phòng con khi chưa gõ cửa, đừng xem trộm tin nhắn hay vào nick yahoo của con trẻ...
Cha mẹ, các bậc phụ huynh phải là điểm tựa vững chắc cho con, rộng lòng tha thứ khi con mắc phải lỗi lầm. Hãy thường xuyên tâm sự với con cái mình hơn để hiểu nhu cầu, suy nghĩ của chúng trong thời điểm này. Đừng để con bạn tìm đến người khác chứ không phải gia đình mỗi khi gặp khó khăn, tạo niềm tin cho con cái của mình và sau đó là tìm kiếm sự giúp đỡ nếu bạn không thể hiểu nổi con mình, không thể kìm hãm sự nổi loạn của chúng, hãy tìm đến sự giúp đỡ của các bác sĩ tâm lý, thậm chí là những người có ảnh hưởng lớn đến chúng như bạn bè, thầy cô giáo để khuyên răn.